# Doamna din Elche

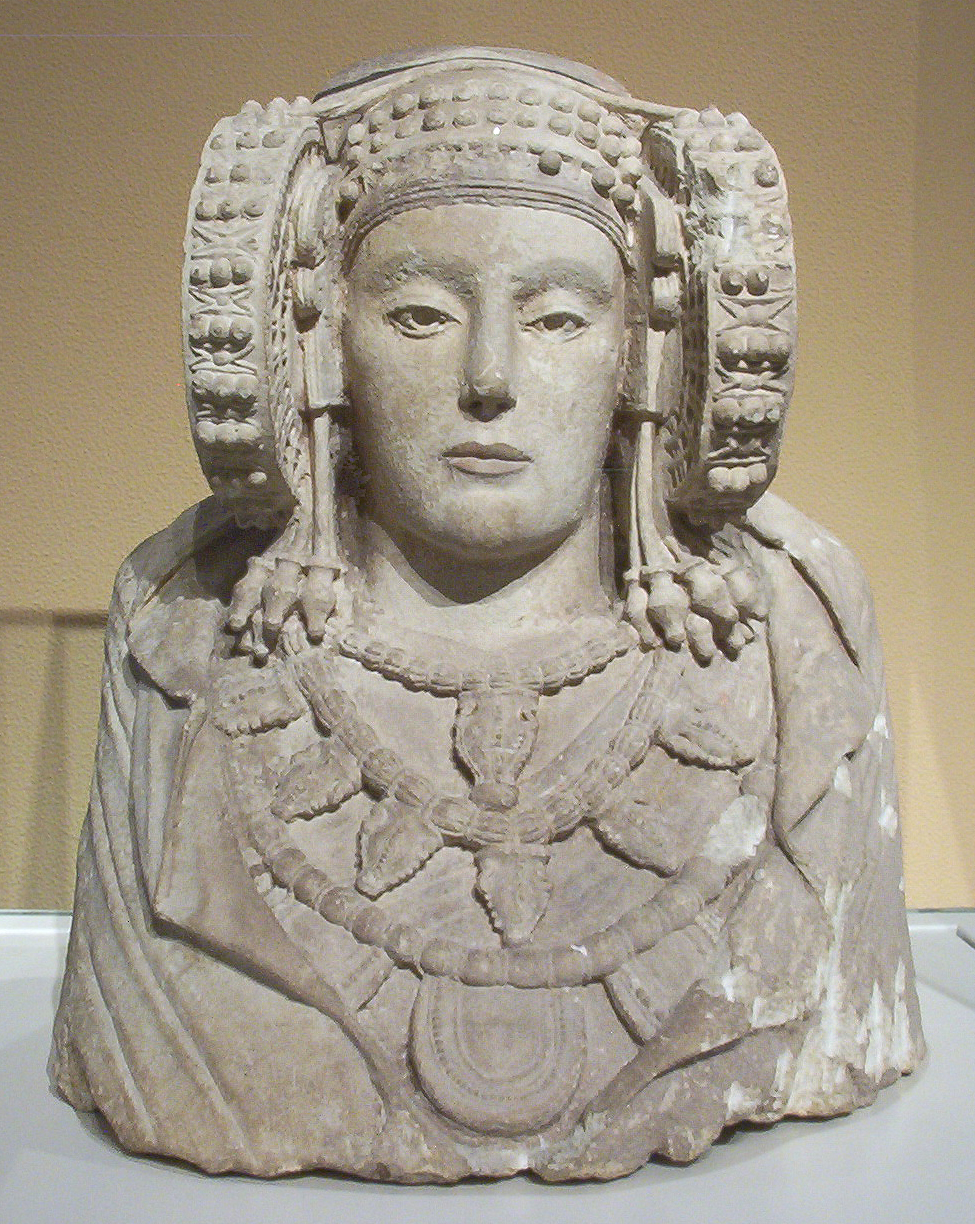
Doamna din Elche

Doamna din Elche sau Doamna din Elx (în spaniolă Dama de Elche, AFI: [ˈdama ðe ˈeltʃe]) este un bust de piatră policrom care a fost descoperit întâmplător în 1897 la L'Alcúdia, un sit arheologic aflat pe o proprietate privată situată la aproximativ doi kilometri sud de Elche, Valencia, Spania. În general, se crede că Doamna de Elche este o piesă de sculptură iberică din secolul al IV-lea î.Hr., deși modul de lucru sugerează puternice influențe elenistice. The Encyclopedia of Religion presupune că Doamna din Elche (Roman Illici) are o o asociere directă cu Tanit, zeița Cartaginei, care era venerată de ibero-punici.

## Sculptura
Bustul policrom inițial este considerat de obicei a reprezenta o femeie purtând o coafură foarte complexă și bucle mari în formă de roți (cunoscute sub numele de rodetes) pe fiecare parte a feței. Deschiderea din partea din spate a sculpturii indică faptul că ar fi putut fi folosită ca urnă funerară.

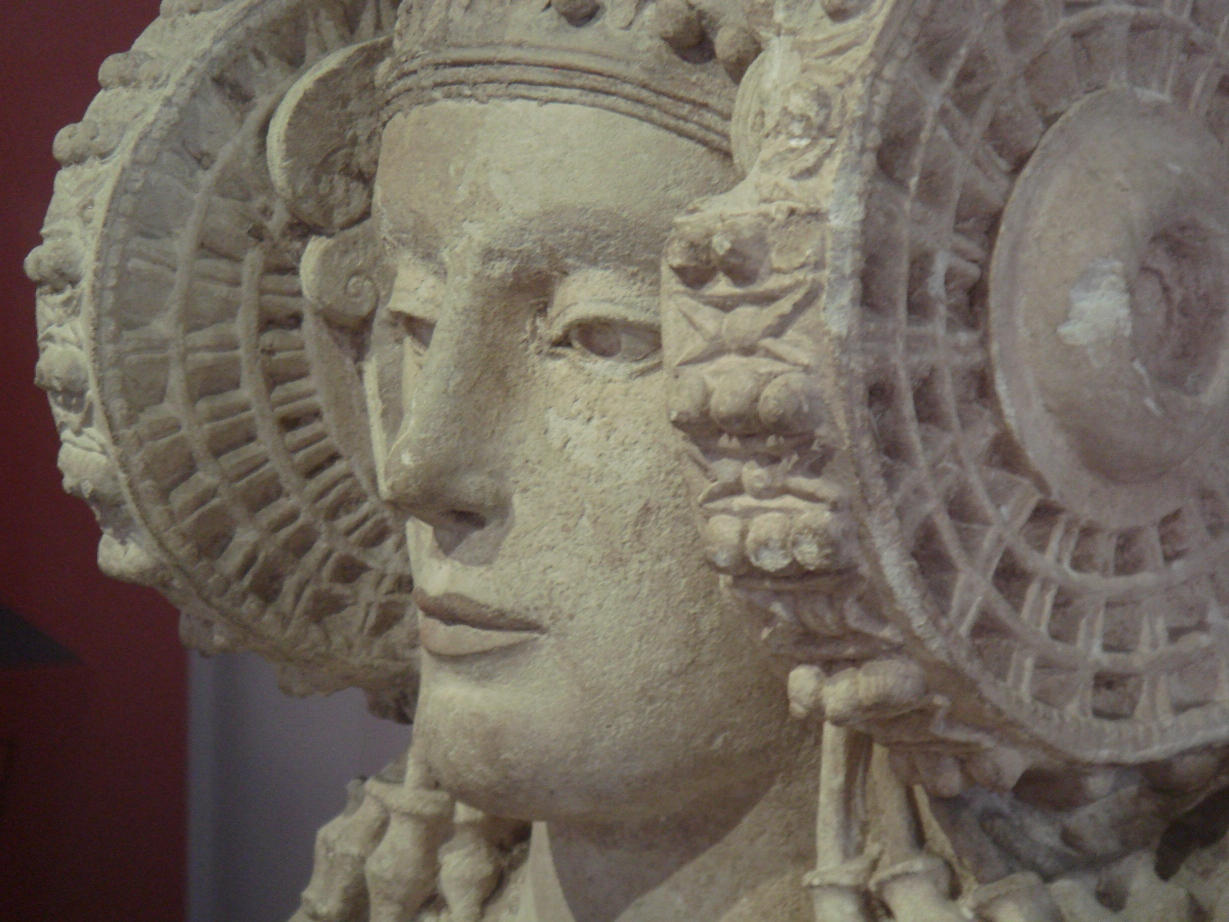
Detaliu al Doamnei din Elche

Doamna din Guardamar este un bust feminin foarte asemănător, cu o înălțime de 50 cm, datând de asemenea din jurul anului 400 î.Hr. și care a fost descoperit în fragmente în situl arheologic fenician al lui Cabezo Lucero din Guardamar del Segura (provincia Alicante, Spania) în 1987. Doamna din Guardamar are bucle similare cu rodetes și coliere.
Deși este doar un bust, există teorii că ar fi făcut parte dintr-un grup de statui așezate ca Doamna din Baza sau în picioare ca Gran Dama Oferente din Cerro de los Santos (Montealegre del Castillo, Albacete). Colierele cu pandantive sunt foarte asemănătoare cu cele găsite la Doamna din Baza, descoperită la aproximativ 200 km sud-vest.
Cele trei figurine și Bestia din Balazote sunt expuse în aceeași sală la Muzeul Național de Arheologie al Spaniei din Madrid.

## Istoric

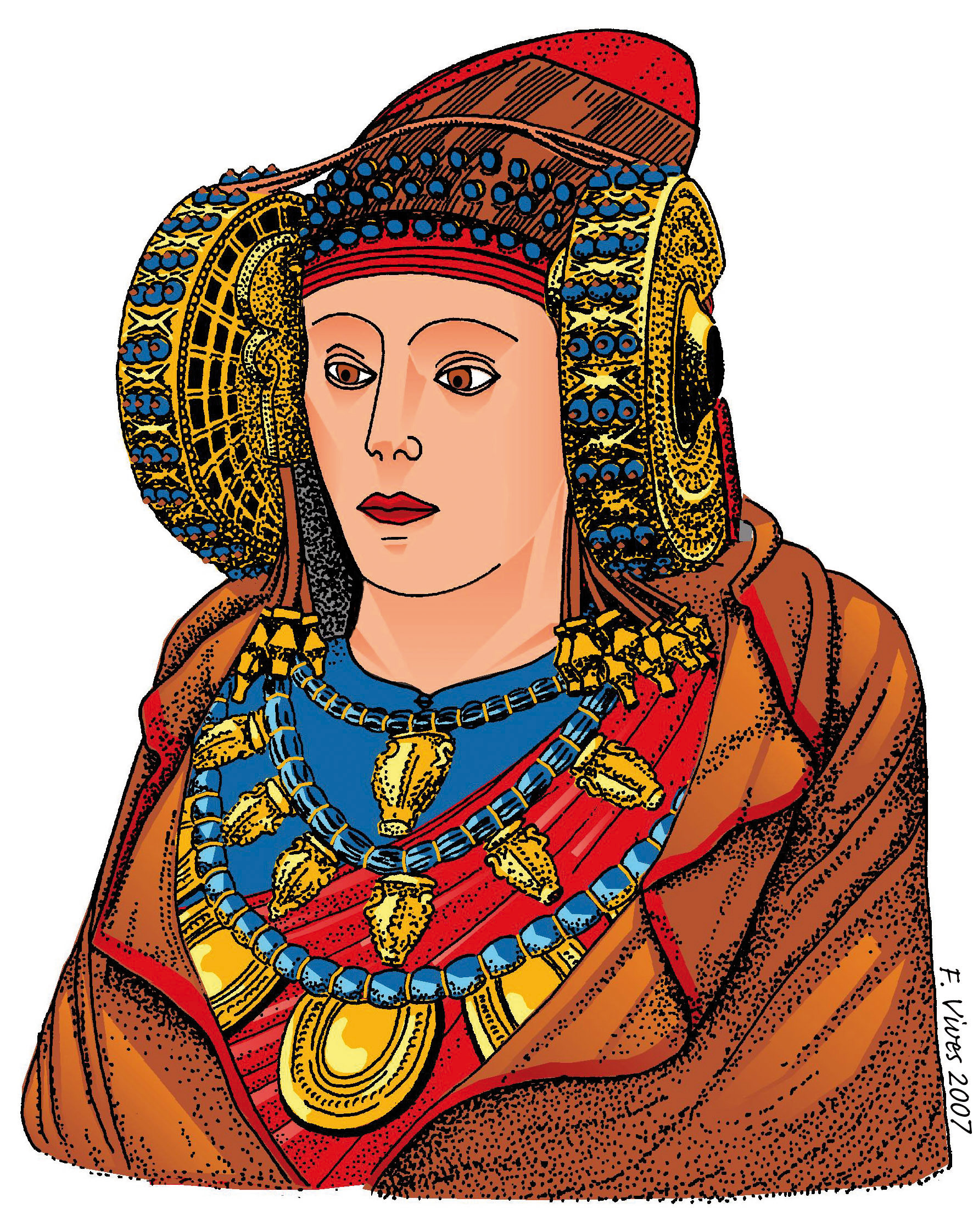
Reconstrucție în culori de Francisco Vives

Sculptura a fost găsită la 4 august 1897 de către un muncitor tânăr, Manuel Campello Esclapez. Această versiune "populară" a poveștii diferă de raportul oficial al lui Pere Ibarra (deținătorul local al înregistrărilor), care a declarat că Antonio Maciá a găsit bustul.
Pierre Paris, un specialist arheolog francez, a cumpărat sculptura după câteva săptămâni și a expediat-o în Franța, unde a fost expusă la Muzeul Luvru și ascunsă pentru a fi păstrată în siguranță în timpul celui de-al Doilea Război Mondial.
Guvernul de la Vichy a negociat cu guvernul lui Franco în perioada 1940–1941 restituirea sculpturii către statul spaniol și la 27 iunie 1941 a fost expusă în Muzeul Prado din Madrid, apoi transferată la Muzeul Național de Arheologie, unde se află și astăzi.
Descoperirea Doamnei din Elche a trezit un interes popular față de cultură iberică pre-romană. Ea a apărut pe o bancnotă de o pesetă din 1948 și a fost menționată în lucrarea The Recognitions (1955) a lui William Gaddis.
Sculptura a fost expusă temporar din 18 mai până în 1 noiembrie 2006 la Museo Arqueológico y de Historia de Elche, unde este acum reprezentată de o replică.

## Galerie

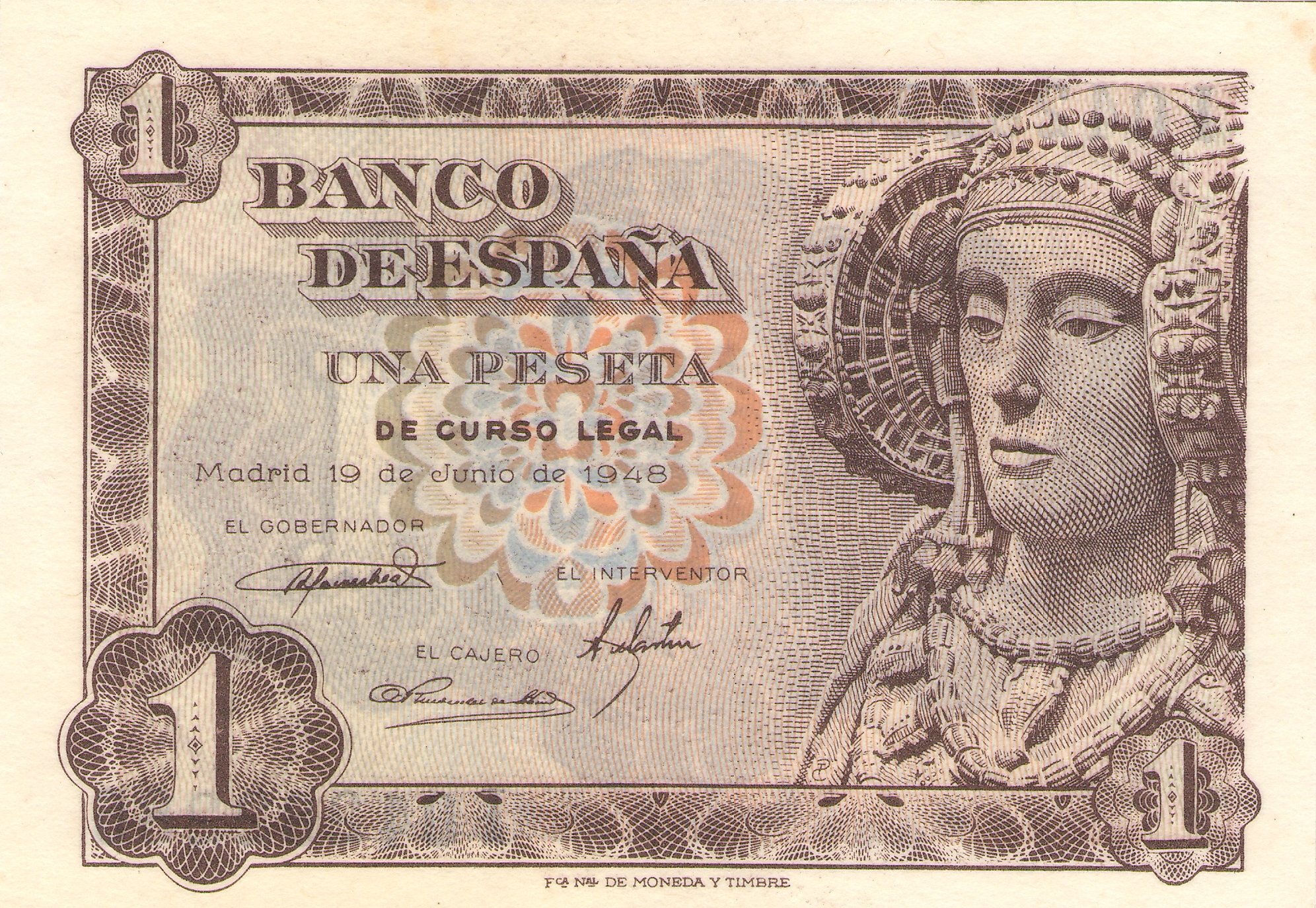
Doamna din Elche reprezentată pe bancnota de 1 pesetă din 1948.